# Theopompa servillei
Theopompa servillei es una especie de mantis de la familia Liturgusidae.

## Distribución geográfica
Se encuentra en la India, Birmania, Tailandia,  Malasia y las islas de la Sonda.